# Opailaimus mirus
Opailaimus mirus är en rundmaskart. Opailaimus mirus ingår i släktet Opailaimus och familjen Opailaimidae. Inga underarter finns listade i Catalogue of Life.